# 柴查纳颂堪寺 (三攀他旺县)
柴查纳颂堪寺（直译：战争胜利寺），原名越迪寺，是一座建于拉玛三世国王统治时期的三级普通泰国皇家寺庙。

## 历史
军队总司令昭披耶·博丁德差是一位虔诚的佛教徒。在与高锦人和安南人的战争中取得胜利后，他捐献了自己的房子来建造这座寺庙。他将这座寺庙命名为柴查纳颂堪寺。
这座寺庙也被非正式地称为越迪寺，字面意思是“建筑寺庙”。因为它是用混凝土建造且与同时期的其他寺庙不同。里面充满了建筑物和结构，例如主殿、佛塔、讲经堂、僧侣住所等。
1978年11月20日，拉玛九世国王陛下慷慨地授予柴查纳颂堪寺为一座三级普通皇家寺庙。
2022年6月5日下午5时49分，寺庙发生火灾。火灾损失面积约50平方米，无人伤亡。这场火灾推测是由电气控制面板短路引起的。